# Sambu (Indonésie)
Sambu, en indonésien Pulau Sambu, est une île d'Indonésie située près de Batam.